# Nemoníquids
Els nemoníquids (Nemonychidae) són una petita família de coleòpters polífags de la superfamília dels curculionoïdeus amb 20 gèneres i 70 espècies. Se situa al grup de morruts primitius perquè tenen les antenes dretes en comptes de flexionades en colze. Són anomenats sovint "morruts de flors de pi", ja que s'alimenten de pol·len de coníferes com els pins.

## Característiques
Com en els Anthribidae, el labre apareix com un segment separat del clipeu, i els palps maxil·lars són llargs i projectats. Els nemoníquids tenen totes les ventrites lliures, mentre que els Anthribidae tenen els ventrites 1-4 soldades o parcialment fusionades. Els nemoníquids no tenen carenes laterals en el pronot, mentre que en Anthibidae solen estar presents, encara que poden ser curtes.

## Taxonomia
La família dels nemoníquids inclou 3 subfamílies actuals i 9 extingides:
- Subfamília Nemonychinae Bedel, 1882
- Subfamília Cimberidinae Gozis, 1882
- Subfamília Rhinorhynchinae Voss, 1922
- Subfamília Slonikinae† Zherikhin, 1977
- Subfamília Eccoptarthrinae† Arnoldi, 1977
- Subfamília Brenthorrhininae† Arnoldi, 1977
- Subfamília Distenorrhininae† Arnoldi, 1977
- Subfamília Eobelinae† Arnoldi, 1977
- Subfamília Paleocartinae† Legalov, 2003
- Subfamília Metrioxenoidinae† Legalov, 2009
- Subfamília Cretonemonychinae† Gratshev and Legalov, 2009
- Subfamília Selengarhynchinae† Gratshev and Legalov, 2009